# Uithuizermeeden
Uithuizermeeden (en groningois : Mij ou Meij) est un village de la commune néerlandaise de Het Hogeland, situé dans la province de Groningue.

## Géographie

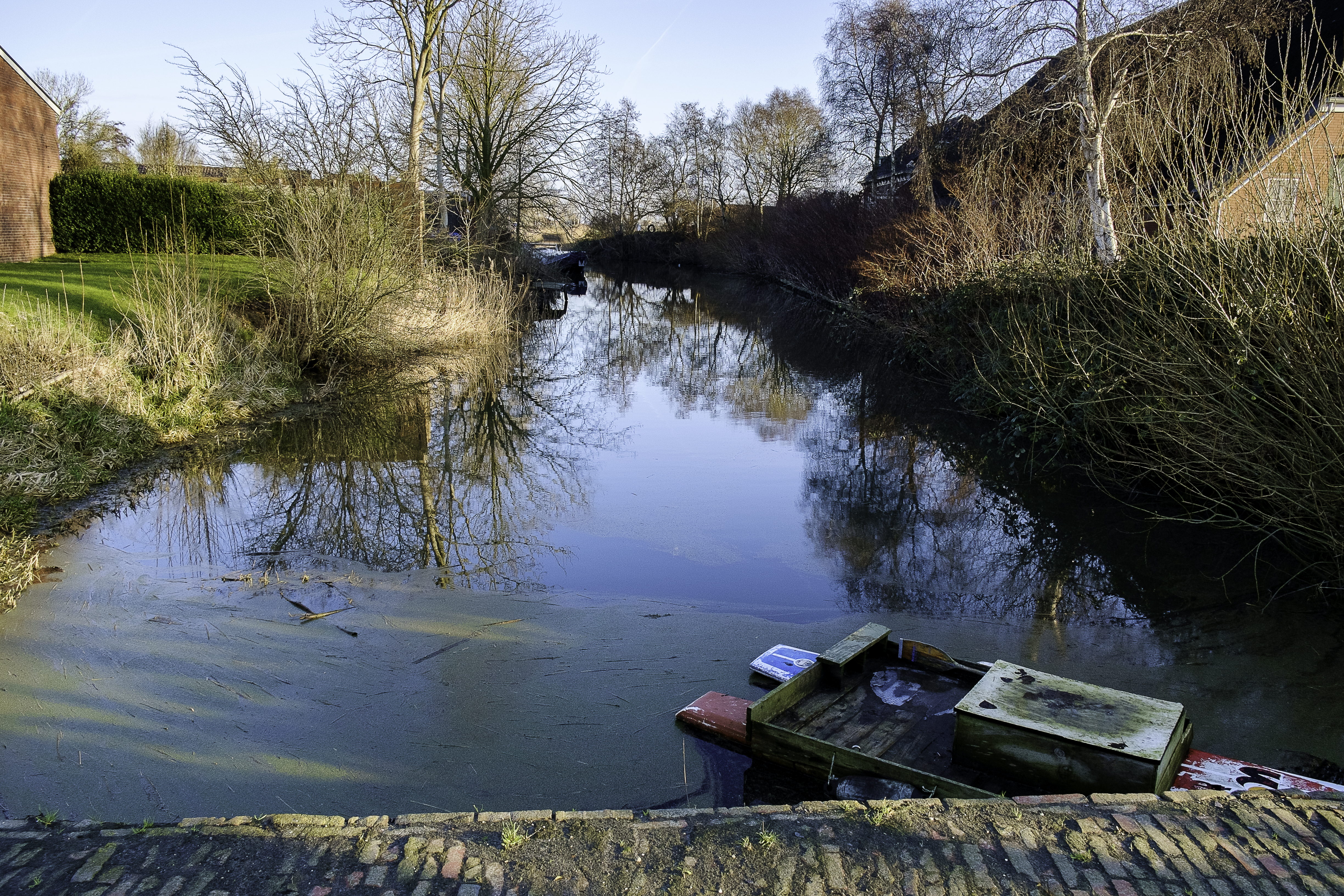
Le Meedstermaar à Uithuizermeeden

Le village est situé dans l'extrémité nord-est de la province de Groningue, entre Uithuizen et Roodeschool, à 25 km de Groningue.
Il est établi à la fin du canal Meedstermaar et possède une gare sur la ligne ferroviaire entre Groningue et Roodeschool.

## Histoire
Le nom d'Uithuizermeeden signifie les « prairies » (maden) d'Uithuizen. Historiquement, la région a toujours été très humide, seulement utilisable en tant que pâturages.
Le 1er janvier 1979, Uithuizermeeden, alors commune indépendante, fusionne avec Uithuizen pour former la nouvelle commune de Hefshuizen, qui prend le nom d'Eemsmond en 1992. Celle-ci est à son tour supprimée et fusionne le 1er janvier 2019 avec Bedum, De Marne et Winsum pour former la nouvelle commune de Het Hogeland.

## Démographie
Le 1er janvier 2019, le village comptait 3 440 habitants.

## Lieux et monuments
Uithuizermeeden compte trois églises :
- L'église Sainte-Marie (Mariakerk), dans la Torenstraat, a été construite au milieu du XIIIe siècle, mais a été reconstruite ou agrandie plusieurs fois au fil du temps, de sorte que son caractère médiéval a été presque entièrement dissimulé. Au XIXe siècle, les murs ont été enduits et l'église a pris son aspect néoclassique actuel. Catholique à l'origine, l'église est devenue protestante après la prise de Groningue par les princes de Nassau.
L'intérieur présente de nombreuses œuvres de l'artiste Allert Meijer de Groningue. Les bancs des messieurs (1706), la balustrade de baptême et la chaire (1708) ont été conçus par lui. Les sculptures sont de Jan de Rijk. Les panneaux de la chaire représentent les quatre évangélistes et la corne d'abondance. Aux angles, des figures féminines symbolisent l'Amour, la Justice, la Prudence et la Force d'âme. Allert Meijer a également conçu la tour de l'église, haute de 48,5 mètres, qui a été construite entre 1717 et 1726. Selon Karstkarel, dans sa description de l'église, la ressemblance avec la tour de l'église Der Aa-kerk de Groningue n'est pas fortuite, car Meijer, en tant qu'architecte de la ville de Groningue, a également conçu la tour de cette église. L'ancienne tour indépendante a été démolie en 1734[3]. Le 26 août 1896, la tour a été frappée par la foudre et a été incendiée. En 1897, la tour fut reconstruite par Oeds de Leeuw Wieland, qui s'en inspira pour construire un nouveau clocher à Spijk en 1902.
L'orgue de l'église a été conçu par le facteur d'orgues Albertus Antoni Hinsz (1704-1785), qui a commencé la construction mais est mort peu après. L'instrument a été achevé par son maître Matthijs Hansen Hardorff (1747-1802).
- Le bâtiment de l'Église réformée libre dans la Kerkstraat a été construit au 19e siècle pour le groupe d'églises formé à Uithuizermeeden après la Séparation de 1834, qui a occupé le bâtiment en 1874. Après 1944, le bâtiment est devenu la propriété de l'Église réformée libre.
- L'église de l'Ancre (Het Anker) a été construite vers 1972 dans un virage de l'Oude Dijksterweg et est utilisé par la congrégation du Synode réformé. À l'origine, une grande ferme se trouvait à cet endroit sur une élévation (peut-être un monticule). Avant la construction de l'Ancre, la congrégation Gereformeerde Synodale partageait l'église de la Kerkstraat avec la congrégation réformée libre.